# Henning Wagenbreth

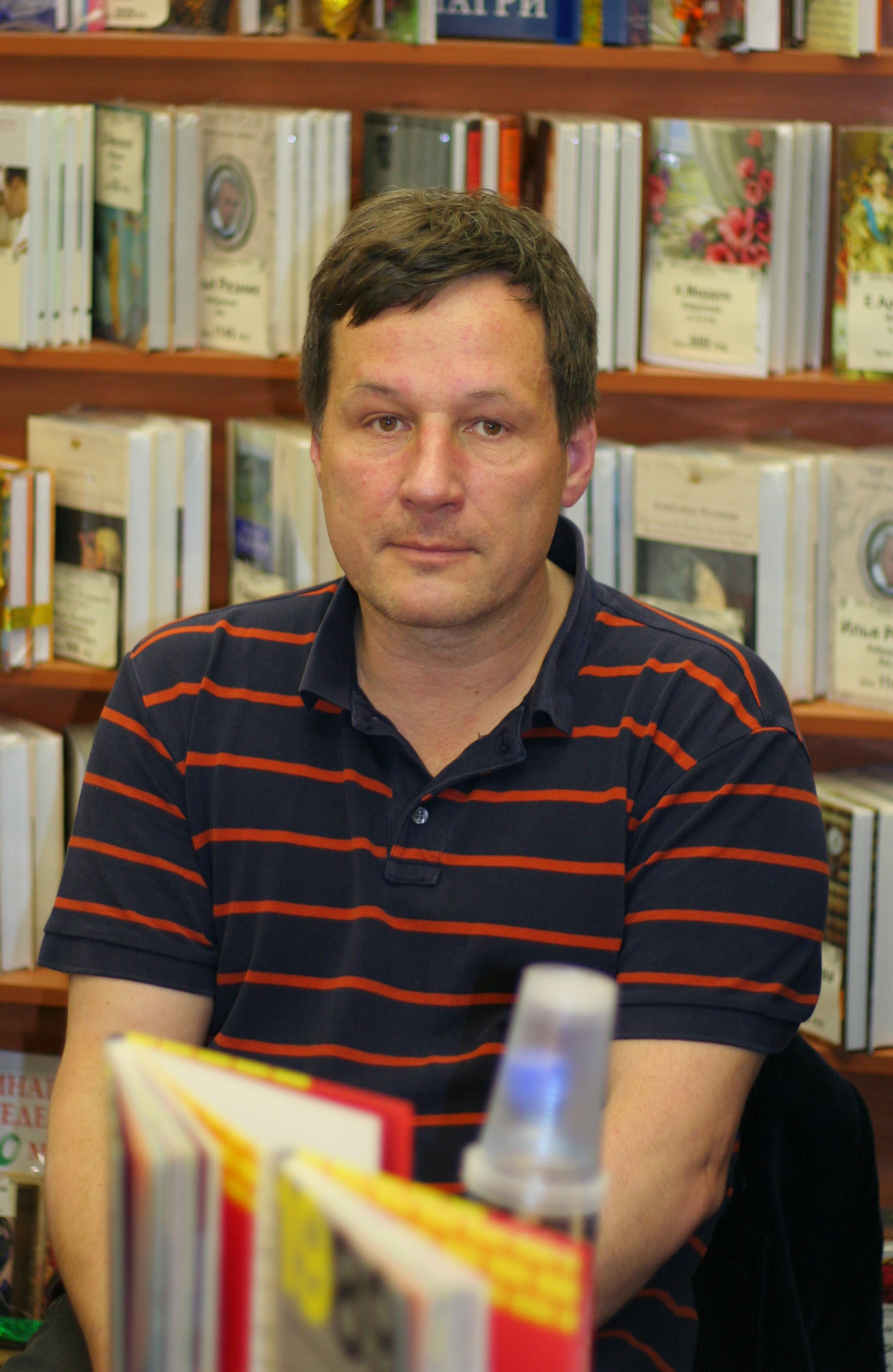
Henning Wagenbreth 2010

Henning Wagenbreth (* 1962 in Eberswalde) ist ein deutscher Grafiker und Comiczeichner.

## Leben
Wagenbreth wurde 1962 in Eberswalde geboren. Von 1982 bis 1987 studierte er in Ost-Berlin an der Kunsthochschule Berlin, wo er seine Ausbildung mit dem Diplom abschloss. Seither arbeitet er freiberuflich, seit 1994 auch als Professor für Illustration und Grafikdesign im Studiengang Visuelle Kommunikation an der Universität der Künste in Berlin.
Wagenbreth gründete 1989 kurz vor dem Fall der Mauer zusammen mit Anke Feuchtenberger, Holger Fickelscherer und Detlef Beck die Berliner Künstlergruppe „PGH Glühende Zukunft“. Das von ihm illustrierte Kinderbuch Mond und Morgenstern wurde 2000 von der Stiftung Buchkunst als „Schönstes Buch der Welt“ ausgezeichnet. Am 9. Oktober 2008 erschien die von ihm gestaltete Briefmarke: 100 Jahre Motorflug in Deutschland – Hans Grade. Sein Motivvorschlag ging 2008 als Sieger aus dem Wettbewerb zur Plakatgestaltung der Kieler Woche 2009 hervor.

## Werke

### Bücher
- Fallende Groschen. Asphalthaiku (Text: Uli Becker). Maro-Verlag, Augsburg 1993
- Der Polarforscher (Text: T. C. Boyle). Maro-Verlag, Augsburg 1995, ISBN 3-87512-656-4
- Grosse Mausefalle (Text: Alfred Lichtenstein). Eulenspiegel-Verlag, Berlin 1996, ISBN 3-359-00784-0
- Mond und Morgenstern (Text: Wolfram Frommlet). Peter Hammer Verlag, Wuppertal 1999, ISBN 3-87294-784-2
- Das Geheimnis der Insel St. Helena. Büchergilde Gutenberg, Frankfurt am Main 2002, ISBN 3-7632-6020-X
- Cry for Help: 36 Scam Emails from Africa. Gingko Press, Hamburg 2006, ISBN 1-58423-245-5
- Mauern: zehn Geschichten, um sie zu überwinden (Hrsg.: Michael Reynolds). Verlagshaus Jacoby & Stuart, Berlin 2009, ISBN 978-3-941087-69-9
- Plastic Dog, 24 comicstrips from the stone age of the digital book. L’Association, Paris 2012
- Der Pirat und der Apotheker (Text: Robert Louis Stevenson). Peter Hammer Verlag, Wuppertal 2012, ISBN 978-3-7795-0419-1
- Honky Zombie Tonk. Die blauen Geister von New Orleans. Edition Büchergilde, Frankfurt am Main 2013, ISBN 978-3-86406-026-7
- Balada del consentimiento a este mundo (Text: Bertolt Brecht). Libros del Zorro Rojo 2014, ISBN 978-84-942473-8-5
- Transit-Zonen (Hrsg.: Christina Thomson) Ausstellungskatalog. Staatliche Museen zu Berlin 2019, ISBN 978-3-88609-824-8. (Online)
- Rückwärtsland. Peter Hammer Verlag, Wuppertal 2021, ISBN 978-3-7795-0646-1

### Ausstellungen (Auswahl)
- Paris: La Vilette, L'autre Allemagne hors les murs, 1990
- Berlin, Galerie am Chamissoplatz, „PGH Glühende Zukunft“ 1991, mit Feuchtenberger, Fickelscherer und Detlef Beck
- Berlin: Galerie Wohnmaschine, 1992
- Hannover, Wilhelm Busch Museum, „PGH Glühende Zukunft“ 1995, mit Feuchtenberger, Fickelscherer und Detlef Beck
- Reutlingen: Städtisches Kunstmuseum Spendhaus, 1997 (Aufgekratzt mit u. a. Feuchtenberger, Fickelscherer und Ott)
- Chaumont, Frankreich, Einzelausstellung von Theaterplakaten beim „Festival internationale d'affiche et du graphisme“, 1997
- Brüssel, La Cambre, 1999
- Paris, Librairie „Un regard moderne“, 2002
- New York, „Neue deutsche Illustration“, Deutsches Haus, 2003
- Halle/Saale, „tobot-automatisierte Illustrationssysteme“ beim Festival „Comic meets Theatre“, 2006
- Istanbul, Goethe-Institut, 2006
- Luzern, „tobot-automatisierte Illustrationssysteme“ beim Comicfestival „Fumetto“, 2008
- New York, New York Times Gallery, 2008
- Johannesburg, Gallery Art on Paper, 2009 (mit Anton Kannemeyer und Conrad Botes)
- Neapel, Hde Gallery, 2009
- Rom, Goethe-Institut, 2009
- Paris, Galerie et librairie Monte-en-l’air, 2013
- London, Victoria&Albert Museum, „Memory Palace“, 2013
- Haarlem, Niederlande, Stripdage Haarlem, »Honky Zombie Plastic Hond«, 2014
- Cottbus, Kunstmuseum Dieselkraftwerk, „Helikopter unter den Fingernägeln“, 2014
- Paris, Fete du Graphisme, „Utopies & réalités“, 2015
- Paris, galerie arts factory, „Nachtzug Gare du Nord“, 2016
- Tegernsee, Olaf-Gulbransson-Museum, 2016
- Rüsselsheim, Illust_ratio 7, 2018
- Berlin, Staatliche Museen zu Berlin, Kunstbibliothek, „Transit-Zonen“, 2019